# 翼状瓶子草
翼状瓶子草（学名：Sarracenia alata）为瓶子草属食虫植物。其种加词“alata”来源于拉丁文，意为“翼”，指其宽大的翼。翼状瓶子草分布于两个相对独立的地区，一处位于路易斯安那州东部、密西西比州南部及阿拉巴马州西南部，另一处位于路易斯安那州西部与德克萨斯州东部。
翼状瓶子草花的颜色变化多端，可为白色、绿色、黄色或淡红色。因这些种群周围数百公里内都不存在其他瓶子草，所以不可能是杂交造成的。

## 形态特征

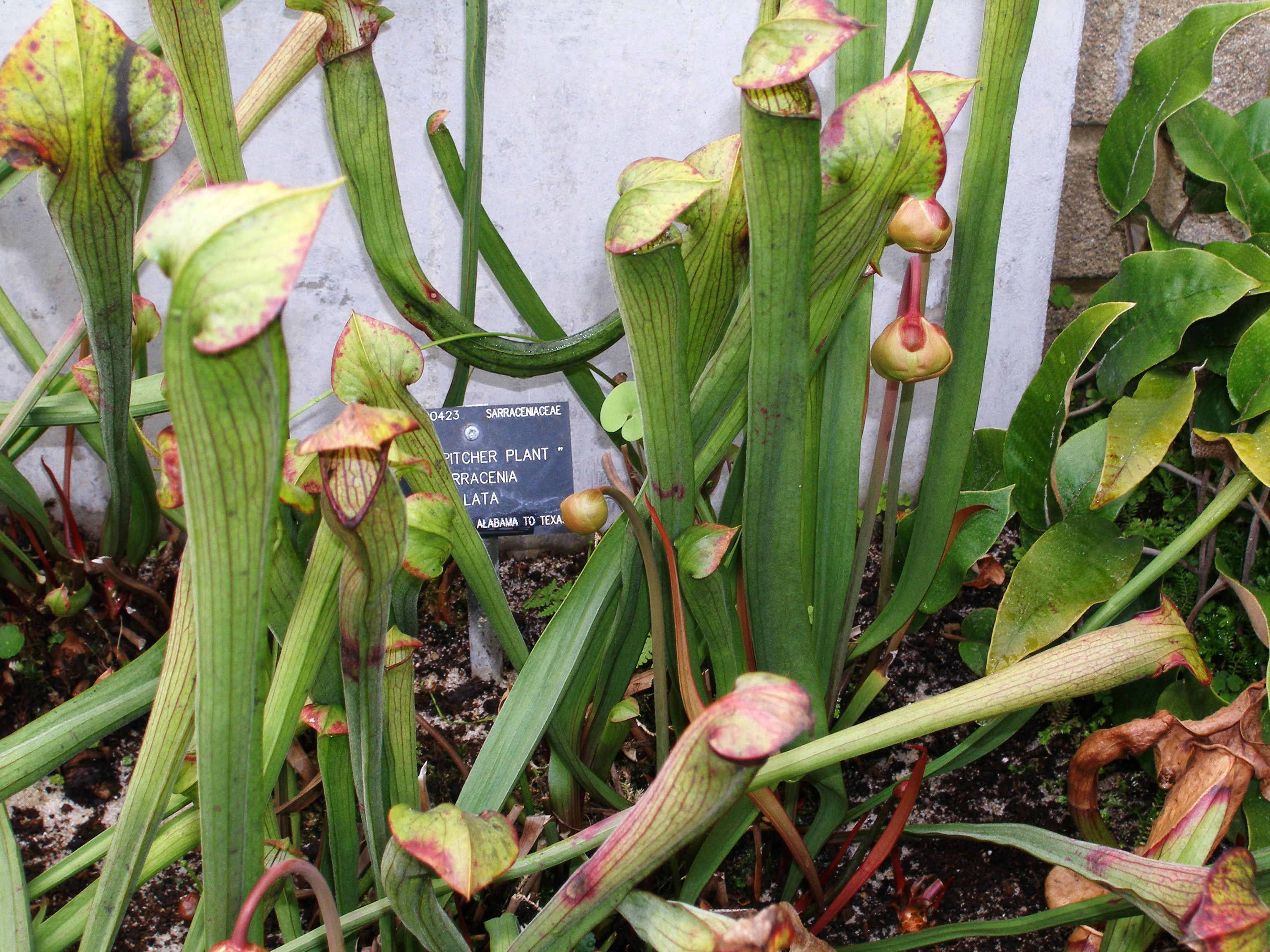

翼状瓶子草的花朵直径4至7厘米。花瓣圆，长2至3厘米，通常为淡黄色或奶白色。萼片略尖，黄绿色。花茎长25至45厘米。
翼状瓶子草捕虫瓶高度可变。但未有关于翼状瓶子草变种的任何分类与描述。其捕虫瓶通常长20至60厘米，瓶口处宽3至5厘米，直立。捕虫瓶中部与基部细长，上部宽大。瓶口下部略缩，使捕虫瓶上部略呈膨大状。瓶盖半圆形，末端尖。翼宽2至12毫米，基部较宽。捕虫瓶外表面具长0.1至0.4毫米的白色绒毛。夏季会出现非食虫性的剑形叶。捕虫瓶通常为黄绿色，并在瓶口处存在大量红色或紫色脉纹。随着捕虫瓶的衰老，其颜色逐渐加深至橙色或红色。